# 環甲韌帶
環甲韌帶（cricothyroid ligament；conus elasticus）由兩個部分組成：
- "環甲中韌帶(median cricothyroid ligament)"沿中線而分佈（一層厚的環甲膜）。
- "環甲側韌帶(lateral cricothyroid ligament)"分佈在每一側（兩側韌帶亦被稱為"環聲膜"(conus elasticus)）。

## 臨床意義
在緊急情況之環甲膜切開術則切斷韌帶。這種韌帶的主要目的是保持環狀軟骨和甲狀軟骨不要分離太遠。

## 附加圖片

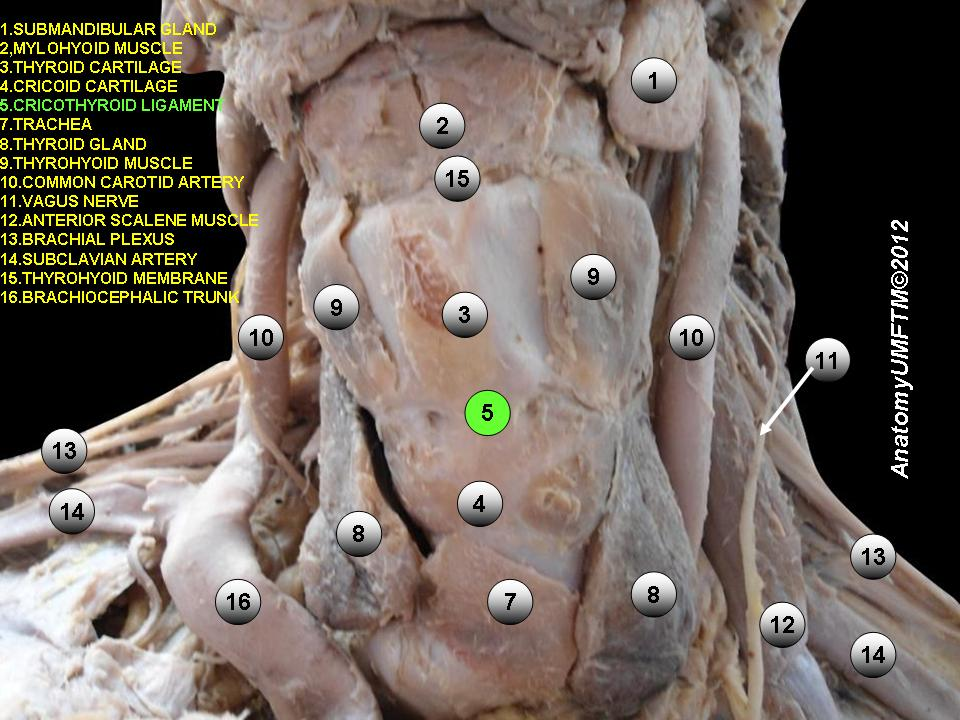
環甲韌帶
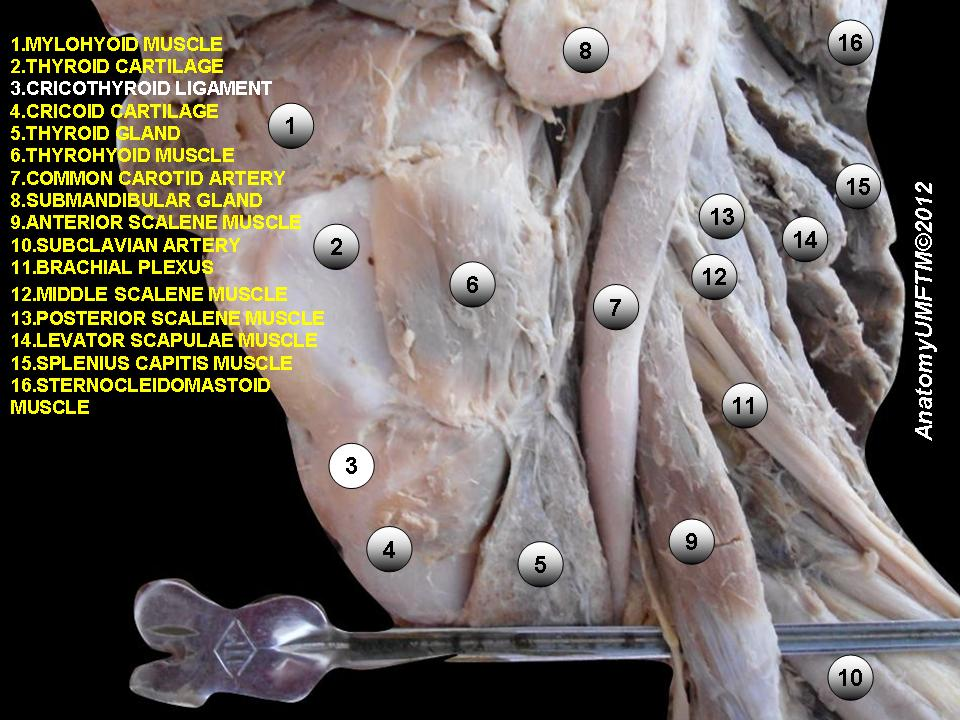
環甲韌帶
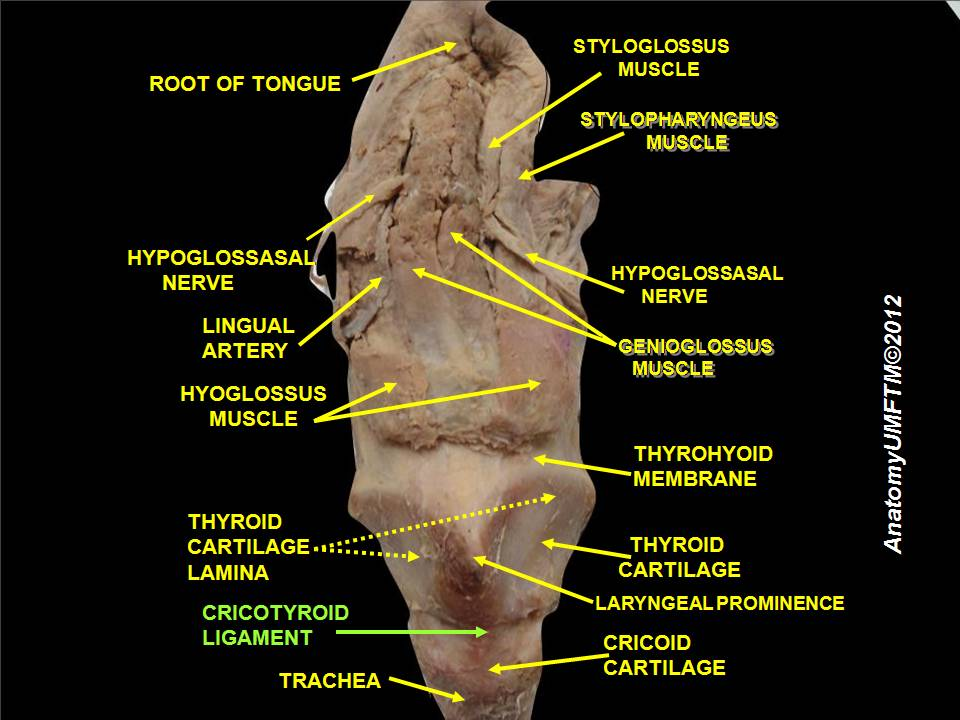
環甲韌帶
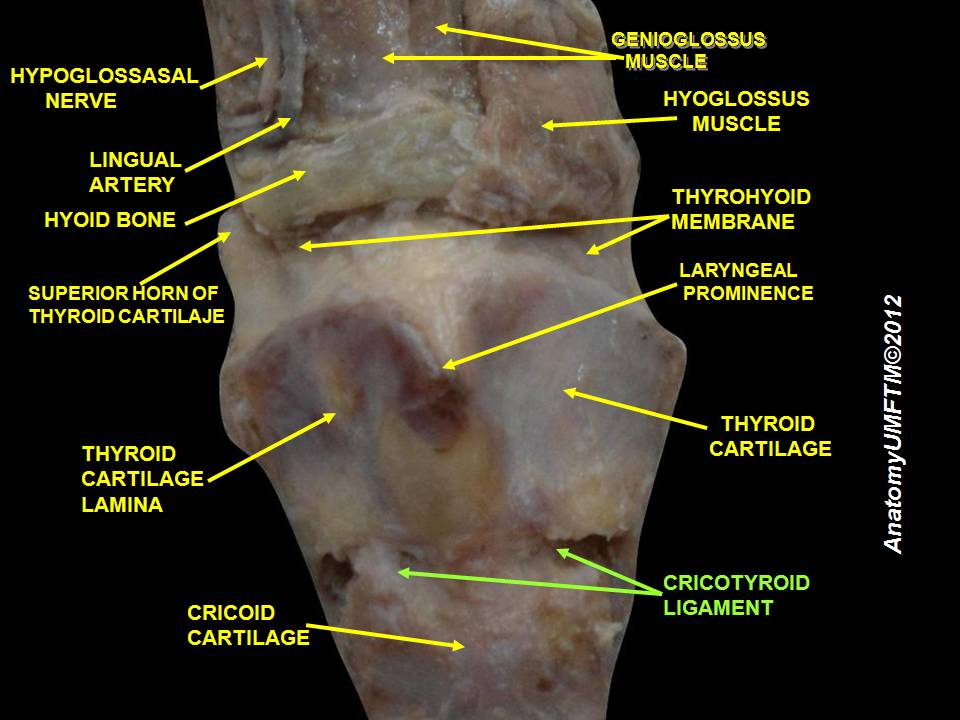
環甲韌帶
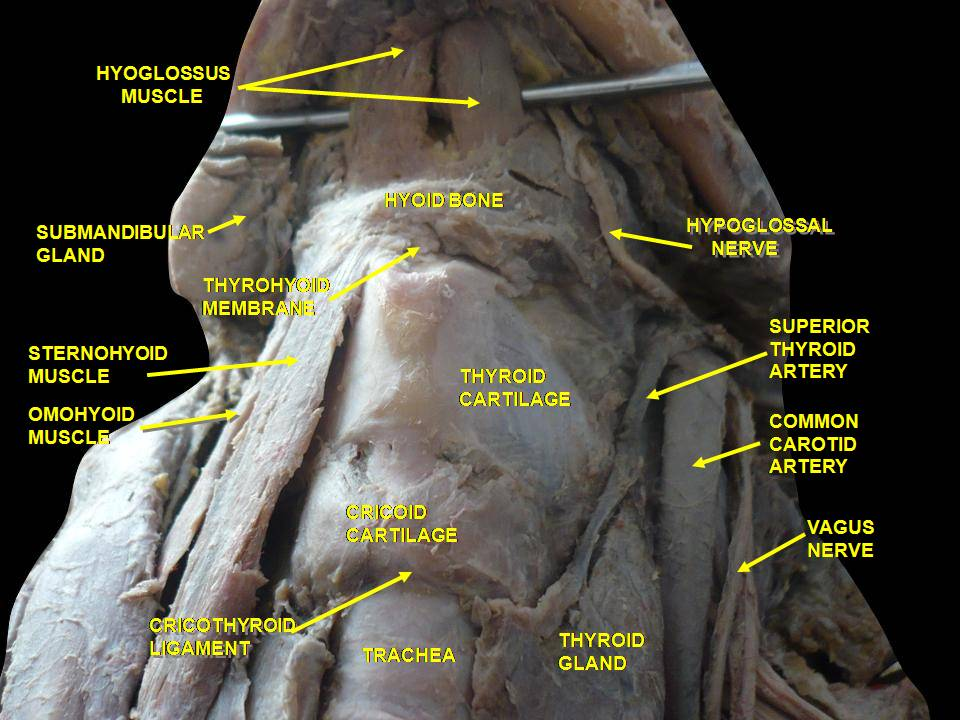
肌肉、神經和頸動脈。深層解剖。前視圖M。
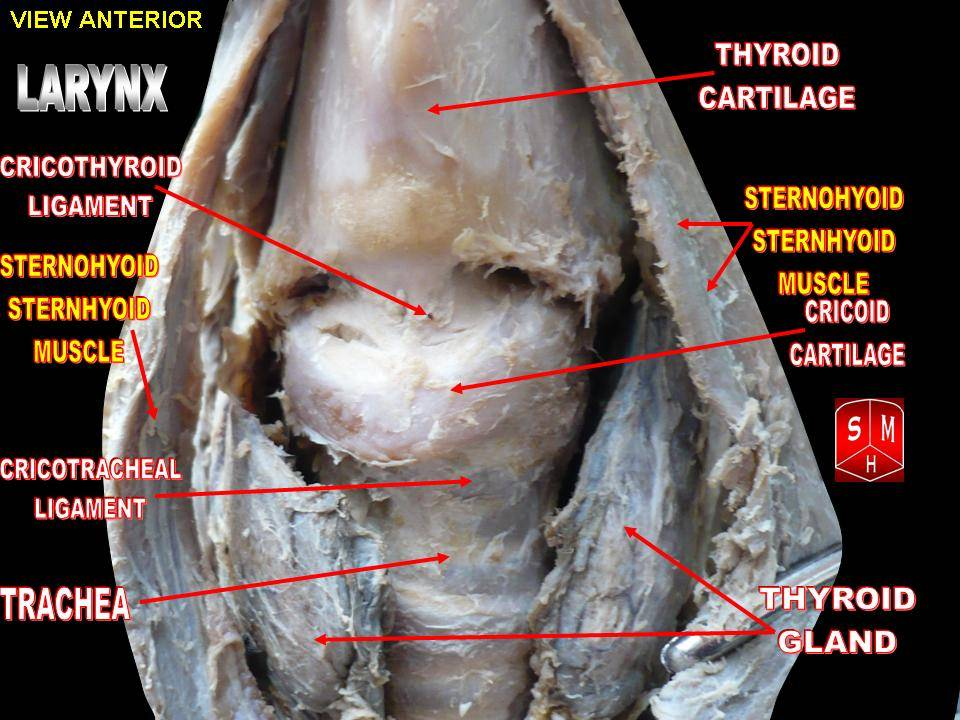
環甲韌帶

## 外部連結
- Laryngeal Ligaments and Folds - Vocal - Vestibular （页面存档备份，存于）
- Cricothyroid Ligament Anatomy, Function & Diagram （页面存档备份，存于）
- Median cricothyroid ligament （页面存档备份，存于）
- Cricothyroid Ligament - an overview （页面存档备份，存于）
- YouTube上的Emcrit on finding the cricothyroid membrane
- YouTube上的Ultrasound aided cricothyroid membrane identification